# 천체 목록
천체 목록(Astronomical catalog)은 일정한 형식이나 형태, 기원, 검출법, 발견법에 따라 천체를 정리한 목록이다.
천체 목록에 등록된 개별 천체는 그들을 식별하는 기호(대개는 천체 목록의 약어+번호)로 불리고, 목록의 각 항목에는 최소한 그 천체의 좌표가 포함되어 있다. 이 외에 천체의 밝기와 색상,적경, 운동에 관한 정보 등 천체의 종류에 따른 정보를 포함하기도 한다.

## 주요 천체 목록
- 요한 바이어의 우라노메트리아(바이어 명명법)
- 존 플램스티드의 플램스티드 목록(플램스티드 명명법)
- 메시에 천체 목록((List of Messier objects) M1~M110
- 신판일반목록(New General Catalogue; NGC) NGC 0001~NGC 7840
- 주요 은하 목록(Principal General Catalogue; PGC)
- 히파르코스 목록(HIP)
- IC 목록

## 같이 보기
- 천체 사진기
- 성표